# Anthurium albertiae
Anthurium albertiae är en kallaväxtart som beskrevs av Thomas Bernard Croat och D.C.Bay. Anthurium albertiae ingår i släktet Anthurium och familjen kallaväxter. Inga underarter finns listade.